# Monts Glass House
Les monts Glass House sont un groupe de onze collines qui se dressent sur la plaine côtière de la Sunshine Coast, au Queensland, en Australie. La plus haute montagne est le mont Beerwah (556 mètres d'altitude) mais le plus identifiable de tous est le mont Tibrogargan qui apparaît comme un singe géant assis au bord du chemin et regardant la mer.
Ils ont été nommés par le capitaine James Cook en 1770. Les pics lui rappelaient les fours à verre de son comté natal le Yorkshire. Matthew Flinders a exploré la région et a gravi le mont Beerburrum après avoir navigué le long de Pumicestone Passage en 1799.

## Géologie
La chaîne a été formée il y a entre 26 et 27 millions d'années. La source de la lave était l’East Australia hotspot. Les noyaux des montagnes contiennent des colonnes de trachyte. Les roches plus tendres environnantes ont été érodées par la suite laissant les necks spectaculaires qui perdurent aujourd'hui.
Les pics sont protégés dans le parc national des monts Glass House.
| - Mont Beerburrum, 276 m - Mont Beerwah, 556 m - Mont Coochin, 235 m - Mont Coonowrin ou Crookneck, 377 m - Mont Elimbah or The Saddleback, 129 m - Mont Miketeebumulgrai, 199 m | - Mont Ngungun, 253 m - Mont Tibberoowuccum, 220 m - Mont Tibrogargan, 364 m - Mont Tunbubudla ou the Twins, 312 et 293 m - Wild Horse Mountain ou Round Mountain, 123 m |

Ils ont une valeur culturelle importante pour leurs propriétaires traditionnels, les Kabi Kabi. À leur demande, l'accès aux sommets peut être interdit.

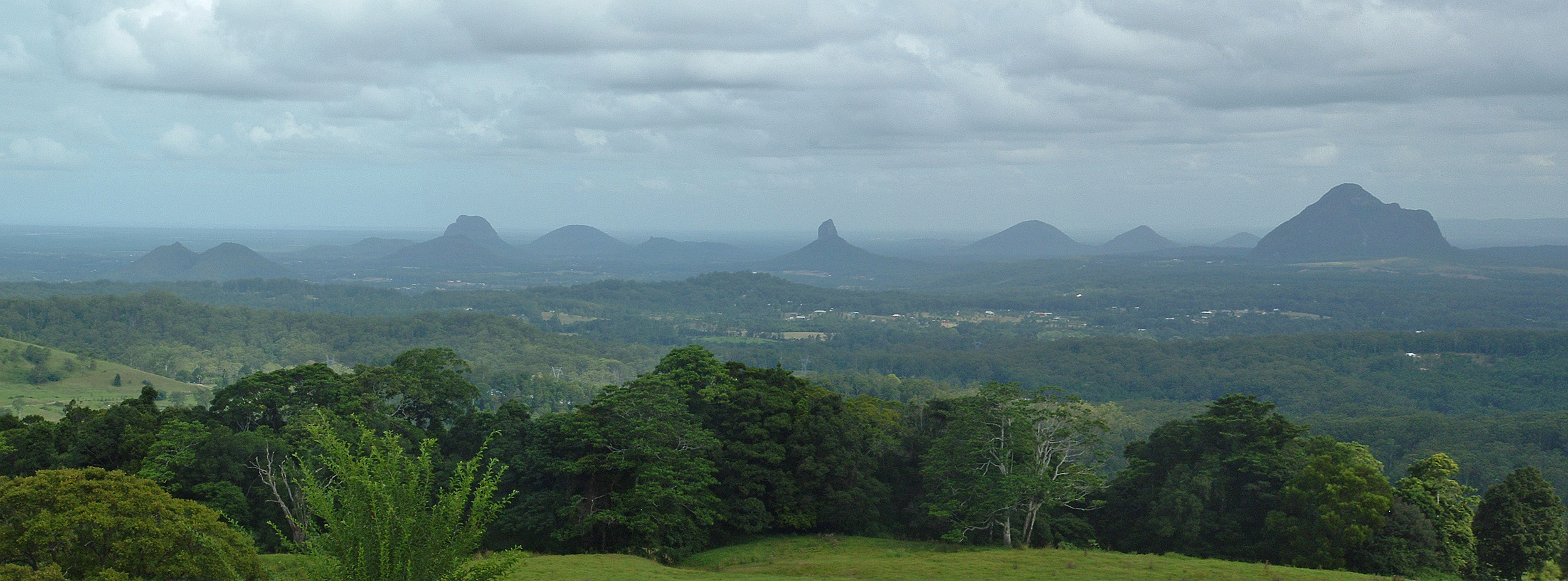
Vue panoramique des monts Glass House